# Xã Georgia, Quận Grant, South Dakota
Xã Georgia (tiếng Anh: Georgia Township) là một xã thuộc quận Grant, tiểu bang Nam Dakota, Hoa Kỳ. Năm 2010, dân số của xã này là 85 người.